# Sinodik des Zaren Boril
Der Sinodik des Zaren Boril (bulgarisch Борилов синодик/Borilov Sinodik) ist ein Schriftdokument der bulgarischen Theologie- und Kirchengeschichte aus dem 13. Jahrhundert.

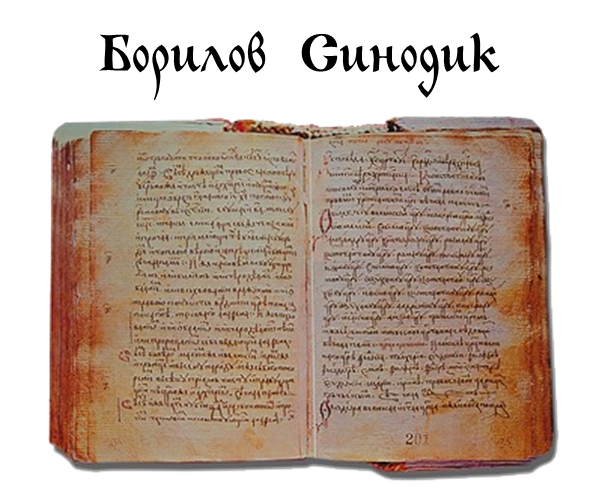
Sinodik des bulgarischen Zaren Boril

Nach der Ermordung des bulgarischen Zaren Kalojan 1207, wurde der Boljar Boril zum neuen Zaren gekrönt. Er heiratete die Witwe Kalojans und suchte durch eine Annäherung an den Kaiser von Nikaia weitere Stabilität für sein Land. Innenpolitisch versuchte er durch eine weitere Heirat mit einer lateinischen Prinzessin und der Unterstützung Ungarns und des Lateinischen Kaiserreichs gegen Sezessionsversuche weitere mächtige Boljaren (u. a. Alexius Slaw und Borils Bruder Stres) vorzugehen und Mithilfe der Landeskirche, in dem er gegen die Bogomilen vorging, seine Macht zu stärken.
Vor diesem Hintergrund berief Boril im Februar 1211 in der bulgarischen Hauptstadt Tarnowo eine Kirchensynode ein. Während der Synode wurde auf der Grundlage eines älteren byzantinischen Synodokons ein eigenständiger Text (Sinodik) erarbeitet. Der Text wurde im 13./14. Jahrhundert vom Patriarchen Euthymios von Tarnowo um die Abschnitte Bericht von der Erneuerung des bulgarischen Patriarchats, Das Gedächtnis der bulgarischen Zaren, sowie die Listen der Patriarchen von Preslaw und Tarnowo und der Metropoliten erweitert. Die Schrift ist nur in zwei Handschriften des erweiterten Textes erhalten. Mit der Verbreitung des Einflusses der Schule von Tarnowo und nach der Eroberung Bulgariens durch die Osmanen 1396 wurde der Sinodik des Zaren Boril als Grundlage für serbische und russische Sinodiks verwendet.